# أليس تشايلدريس
أليس تشايلدريس (بالإنجليزية: Alice Childress)‏‏ (12 أكتوبر 1916 في تشارلستون، كارولاينا الجنوبية - 14 أغسطس 1994 في نيويورك) روائية، وكاتبة سيناريو، وكاتبة مسرحية، وممثلة، ومخرجة، وكاتِبة من الولايات المتحدة.

## روابط خارجية
- أليس تشايلدريس على موقع IMDb (الإنجليزية)
- أليس تشايلدريس على موقع الموسوعة البريطانية (الإنجليزية)
- أليس تشايلدريس على موقع قاعدة بيانات برودواي على الإنترنت (الإنجليزية)
- أليس تشايلدريس على موقع قاعدة بيانات الفيلم (الإنجليزية)